# Chanacomchana

Fotografia de Rosely Roth, principal liderança lésbica dos anos 1980, lendo o boletim ChanacomChana

Chanacomchana foi uma publicação independente em formato de boletim, ou zine, dos coletivos paulistas Lésbico-Feminista (LF) e Grupo Ação Lésbica-Feminista (GALF), que desempenhou um papel importante na organização política e resistência da comunidade lésbica durante os anos 1980 no Brasil. O conteúdo do boletim reunia colagens progressistas e revolucionárias e tematizava questões femininas, especialmente lésbicas, a partir da divulgação de atividades e reflexões pertinentes para a comunidade.
A edição zero foi a única produzida em formato de jornal e precedeu um hiato de publicação de mais de um ano, até voltar a ser produzido em formato reduzido ao final de 1982, quando passou a ser chamado de Boletim Chanacomchana. "Por meio de matérias que investigaram e questionaram os lugares ocupados pelas lésbicas na sociedade, de entrevistas que buscaram trazer à tona vozes silenciadas, de publicações de cartas que formaram extensos fóruns de discussão, encontro e paquera, de poesia e de literatura lésbica e de outros formatos que por fim colocaram a vivência lésbica em foco, o Chanacomchana representou para as homossexuais um espaço inaugural na escrita de sua própria história e da demarcação de sua identidade como potente e política".
A publicação existiu até 1987, quando mudou de nome para Um Outro Olhar, seguindo uma nova fase do GALF. Suas últimas edições exploraram temas importantes para a época como a pandemia da AIDS, a Lei da Anistia, e o debate sobre a Constituinte.

## História
O boletim foi publicado pela primeira vez em 1981, pela ala lésbica do grupo Somos, e voltou a ser publicado pelo GALF em 1982. Em um período bastante conservador, ainda no final da Ditadura Militar no Brasil, a própria circulação da publicação era difícil entre as próprias mulheres lésbicas, que tinham medo de receber uma revista com um nome que sugerisse sua identidade sexual. Dessa forma, as fundadoras do GALF Rosely Roth, falecida em 1990, e Miriam Martinho passaram a comercializar o Chanacomchana na frente do Ferro's Bar, local de encontro de mulheres lésbicas na época.

### A manifestação do Ferro's Bar
Situado na rua Martinho Prado, em frente ao atual Museu Judaico de São Paulo, no centro da cidade, o Ferro's Bar era anteriormente frequentado por militantes comunistas, mas com o Golpe Militar na década de 1960, passou a ser um local importante para os encontros LGBT na cidade. Contudo, em 1983, o então dono do bar tentou proibir aos poucos a circulação do Chanacomchana e expulsar as ativistas do local.
Segundo Míriam Martinho, os donos do bar não gostavam da publicação. “A razão pela qual eles começaram a implicar com gente foi porque o boletim era muito explícito, explicitamente lésbico, numa época em que todo o mundo estava no armário. Aquela coisa hipócrita de ‘você pode estar aqui desde que finja que não é homossexual’ rolava lá também. O bar era sustentado pelas lésbicas, mas não podíamos ter nenhuma expressão muito aberta de carinho. Imagine só um boletim chamado Chanacomchana”.
Em resposta às frequentes expulsões violentas, em 19 de agosto de 1983, deu-se início ao protesto que ficou conhecido como o "Stonewall brasileiro".  As ativistas da GALF se organizaram para trazer a presença de outros grupos LGBT, feministas e figuras políticas como o então deputado Eduardo Suplicy, para invadir o interior do Ferro’s e leram um manifesto lésbico contra a censura do bar, exigindo que a venda do jornal fosse permitida e que elas fossem respeitadas.
O ocorrido foi um marco na história da luta por direitos LGBT no Brasil e em sua memória é celebrado o Dia do Orgulho Lésbico.

## Período de redemocratização
Durante o período da ditadura militar apesar da forte repressão contra grupos que rompiam com o ideal de "família tradicional brasileira", temos o surgimento de vários grupos de militância homossexual  no período de redemocratização. É nesse contexto que surgem as imprensas alternativas, como forma de resistência a repressão e de luta pelos direitos humanos. O boletim Chanacomchana abordava temas relacionados a sexualidade feminina e a lesbianidade, que muitas vezes era ignorada pela imprensa homossexual e a feminista.
Na redemocratização o grupo GALF começou a debater sobre a constituinte e as eleições através do chancomchana, na expectativa de que leis fossem criadas para garantir o direito homossexual, o Betim tinha como intenção analisar as leis existentes e como elas afetavam a vivencia de suas sexualidades, além de conscientizar sobre a importância da constituição e a empolgação com as eleições e as expectativas do que isso resultariam para o movimento lésbico no futuro. 

## Edições[18]
| Número | Páginas | Ano                       | Formato |
| ------ | ------- | ------------------------- | ------- |
| 0      | 4       | Janeiro de 1981           | Jornal  |
| 1      | 11      | Dezembro de 1982          | Boletim |
| 2      | 13      | Primeiro bimestre de 1983 | Boletim |
| 3      | 16      | Maio de 1983              | Boletim |
| 4      | 19      | Setembro de 1983          | Boletim |
| 5      | 14      | 4 Maio de 1984            | Boletim |
| 6      | 14      | Nov/1984 a Jan/1985       | Boletim |
| 7      | 23      | Abril de 1985             | Boletim |
| 8      | 26      | Agosto de 1985            | Boletim |
| 9      | 28      | Dez/1985 a Fev/1986       | Boletim |
| 10     | 35      | Jun/Set de1986            | Boletim |
| 11     | 34      | Out/1986 a Jan/1987       | Boletim |
| 12     | 39      | Fev/Mai de1987            | Boletim |